# Маслятино (Большесельский район)
Маслятино — деревня в Большесельском районе Ярославской области России.
В рамках административно-территориального устройства относится к Благовещенскому сельскому округу Большесельского района, в рамках организации местного самоуправления включается в Благовещенское сельское поселение.

## География
Деревня находится в центральной части области, в зоне хвойно-широколиственных лесов, к западу от автодороги 78К-0026, на расстоянии примерно 18 километров (по прямой) к северо-востоку от Большого Села, административного центра района. Абсолютная высота — 150 метров над уровнем моря.

### Климат
Климат характеризуется как умеренно континентальный, с коротким, относительно тёплым летом и продолжительной многоснежной умеренно холодной зимой. Среднегодовая температура воздуха +3…+5 °C. Средняя температура воздуха самого холодного месяца (января) −12…−10,5 °C; самого тёплого месяца (июля) +17,5…+18,5 °C. Вегетационный период длится около 123 дней. Годовое количество атмосферных осадков составляет 500—600 мм, из которых большая часть выпадает в тёплый период. Снежный покров держится в среднем 150 дней.

### Часовой пояс
Маслятино, как и вся Ярославская область, находится в часовой зоне МСК (московское время). Смещение применяемого времени относительно UTC составляет +3:00.

## Население
| 2007 | 2010 |
| ---- | ---- |
| 1    | ↗5   |

### Национальный состав
Согласно результатам переписи 2002 года в деревне проживал один житель русской национальности.